# Tokyo Police Club
Pour les articles homonymes, voir Police Club.
Tokyo Police Club est un groupe de rock alternatif canadien, originaire de Newmarket, en Ontario. Il est composé du chanteur et bassiste Dave Monks, du guitariste Josh Hook, du claviériste Graham Wright et du batteur Greg Alsop.

## Biographie
Tokyo Police Club est formé en 2005, les quatre musiciens se connaissaient déjà pour avoir joué ensemble dans un précédent groupe. Ils donnent quelques concerts dans la région de Toronto, et sont invités à se produire au festival Pop Montréal. À l'issue de leur prestation, ils sont signés par le label indépendant Paper Bag Records en janvier 2006,.
En avril 2006, Tokyo Police Club sort A Lesson in Crime, son premier EP de sept titres produit par Jon Drew du groupe Uncut. Celui-ci est favorablement accueilli par la presse musicale, le magazine américain Rolling Stone établit des parallèles avec le style rapide et concis des Buzzcocks et le jeu de guitares de The Strokes, tandis que Pitchfork reconnaît le potentiel du jeune groupe. Au cours de l'année, ils se produisent notamment au festival Edgefest de Toronto et au Osheaga festival de Montréal, et tournent aux États-Unis. En octobre, ils signent un contrat de distribution pour l'Europe avec le label britannique Memphis Industries. En décembre, Rolling Stone retient la chanson Cheer It On dans sa liste des cent meilleurs morceaux de l'année 2006.
En 2007, le groupe et son manager annoncent la création du label Mean Beard Records, dont la première référence est le single Your English Is Good, puis la signature d'un contrat avec le label Saddle Creek Records pour la distribution de leurs disques aux États-Unis. En juin, le vidéo clip du single Cheer It On, réalisé par Sean Wainsteim, remporte un prix lors des MuchMusic Video Awards. Tokyo Police Club se produit aux États-Unis notamment lors des festivals Coachella et Lollapalooza, ils sont également à l'affiche des festivals européens de Glastonbury et Reading.
L'enregistrement de leur premier album Elephant Shell se termine en janvier 2008. Sa sortie sur les différents labels, Mean Beard au Canada, Saddle Creek aux États-Unis et Memphis Industries dans les autres régions, est prévue pour le printemps. En janvier, Tokyo Police Club entame une nouvelle tournée au Canada et aux États-Unis.
Le 11 décembre 2013, le groupe lance une vidéo lyrique de neuf minutes pour Argentina (Pts. I, II, and III) sur YouTube. Les morceaux sont publiées dans l'album Forcefield le 24 mars 2014.

## Discographie

### Albums studio
- 2008 : Elephant Shell
- 2010 : Champ
- 2014 : Forcefield
- 2018 : TPC

### Singles
- 2006 : Nature of the Experiment (Memphis Industries)
- 2007 : Cheer It On (Memphis Industries)
- 2007 : Your English Is Good (Mean Beard Records)
- 2008 : Tessellate (Mean Beard Records, sortie en avril)

### EP
- 2006 : A Lesson in Crime (Paper Bag Records)
- 2007 : Smith EP (Paper Bag Records)
- 2020 : On a Wave Goes Wild Ep (Dine Alone Records)